# Avêntico

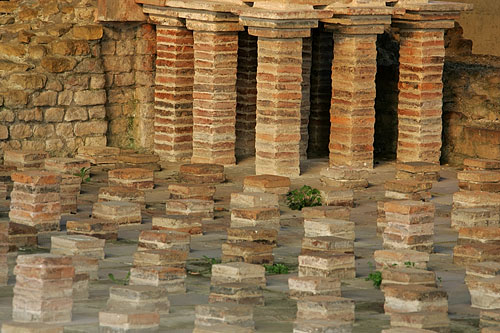
Termas do Perret

Avêntico (em latim: Aventicum) foi um importante posto avançado do Império Romano - na actual Avenches da Suíça, e ainda mais importante do que Octoduro, pois era a capital da Helvécia romana - o Estado dos helvécios - e  foi progressivamente integrada no Império Romano depois da conquista dos Alpes. Dota-se de um centro político, religioso, administrativo e comercial. A sua localização, no eixo transversal da passagem do planalto suíço de Oeste a Este entre a Itália e a Bretanha pelo Grande_São_Bernardo, é um factor importante do interesse dado à civitas.
Foi em 72 D.C. que a localidade atingiu o auge quando o Imperador Vespasiano, que aqui havia crescido, lhe dá o estatuto de Colónia romana.
O declínio da localidade começo com a retirada dos Romanos, cerca do século V, a tomada por parte dos Alamanos que muito destruíram e finalmente a partida do bispado, no século V. para Lausana.

## Nome oficial
Cerca do ano 70 Avêntico torna-se uma colónia romana com uma minoria de cidadãos romanos. O seu nome oficial é Colônia Pia Flávia Constante Emérita dos Federados Helvécios em latim: Colonia Pia Flavia Constans Emerita Helvetiorum Foederata)
- Flávia Pia e Constante - para marcar a sua fundação por Vespasiano
- Emérita - para evocar os primeiros colonos veteranos que aqui foram colocados para a fundar
- Helvécios - designa a colónia
- Federados - lembra que o estabelecimento dos antigos soldados foi objecto de uma "convenção" entre o poder imperial e os responsáveis do estado.

## Urbanismo
A cidade a Sudoeste fica mesmo ao lado da zona sagrada , e apresenta uma um plano em xadrez: os quarteirões regulares ínsulas com cerca de 75 x 110 m estão orientados segundo uma rua principal de Sudoeste-Nordeste com 9 m de largura. O decúmano é uma rua perpendicular da mesma largura. Das 48 supostas ínsulas, já foram confirmadas arqueologicamente 42.

## Grandes edifícios
O templo Grange-des-Dîmes do início do século II é uma versão "monumentalizada" do fano céltico. De um lado e doutro da via aberta por Vespasiano, que une as portas de Este e de Oeste, mas evitando os quarteirões pelo lado Sul, foi construído a partir de 96 d.C. um vasto conjunto monumental composto do santuário conhecido como  o "Cigognier" ao Norte, que faz contraponto com o Teatro a Sul. Destinado às cerimónias de culto ao imperado mas certamente dedicado a Júpiter Ótimo Máximo, é um santuário de 112 x 117 m, e baseia-se no plano do Templo da Paz de Roma.
Para manifestar a sua posição de cidade, dota-se no tempo de Vespasiano, de uma muralha  com 7 m de altura, 2,5 m de largura e 5,7 km de comprimento, com 73 torres no adarve e aberto por duas portas monumentais a Este e a Oeste. Dessas torres, hoje só resta a chamada torre de Tornallaz.
O Anfiteatro, do início do século II, está encostado ao lado Este da colinas, é de estrutura plena - o que quer dizer assenta directamente no solo - e tinha ao início 20 filas em terra batida e onde só as 12 escadas eram em pedra. No século III o anfiteatro é aumentado e ricamente decorado, e o seu tamanho mostra a importância da localidade e a sua capacidade justifica os valores avançados de uma população de cerca de 200 000 pessoas.
As Termas, eram constituídas pelo salas frias, mornas e quentes, uma piscina ao ar livre. 

### Bens culturais
Avenches possui uns tantos monumentos protegidos e inscritos no Inventário Suíço dos bens culturais de importância nacional e regional como:
- a cidade romana Avêntico
- a Torre do Bispo à entrada do anfiteatro e onde se encontra o Museu Romano de Avenches
- a Torre Tornallaz,
- o Anfiteatro de Avanches
- a igreja reformada de Santa Madalena
- o  Castelo de Avenches

### Arqueologia
Com a descoberta recentemente de uma tomba  datada de 15 a.C., os vestígios mais importantes são:
- o cais do porto do Lago de Morat datado de 5 d.C.
- o órgão [2]
- e o célebre busto em ouro do imperador romano Marco Aurélio, realizado por volta de 180 e descoberto nos esgotos de um templo em 1939.

Muitos dos vestígios das inúmeras escavações arqueológicas encontram-se no Museu Romano de Avenches

## Galeria

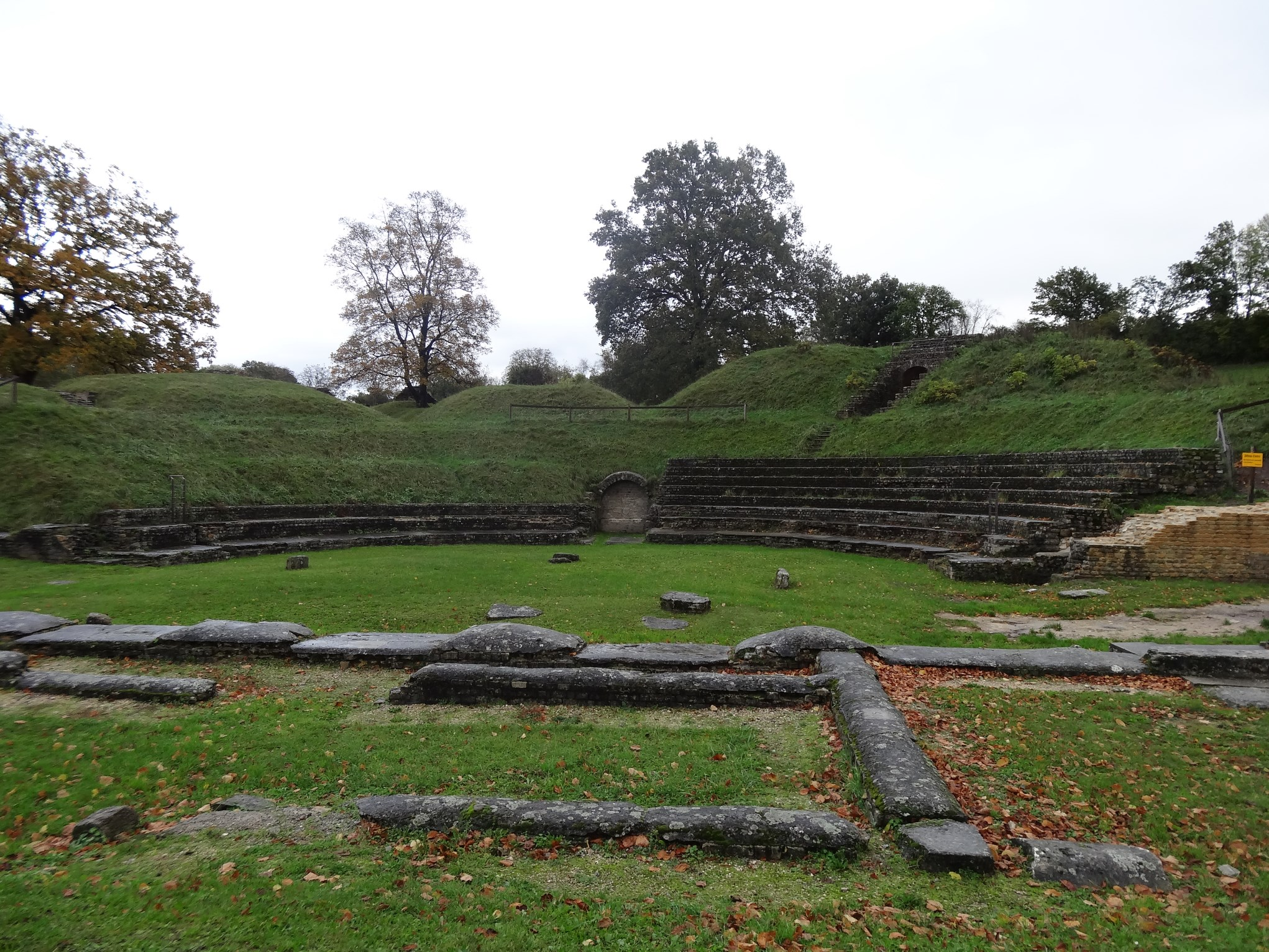
Anfiteatro
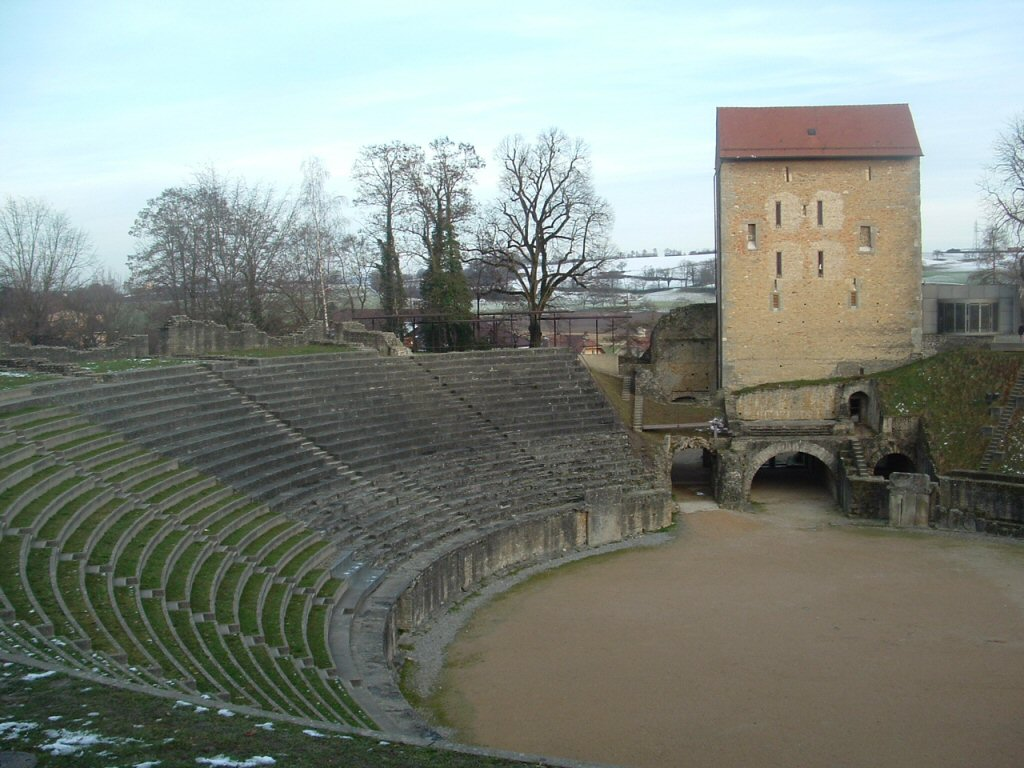
Arènes de Aventicum e Torre do Bispo
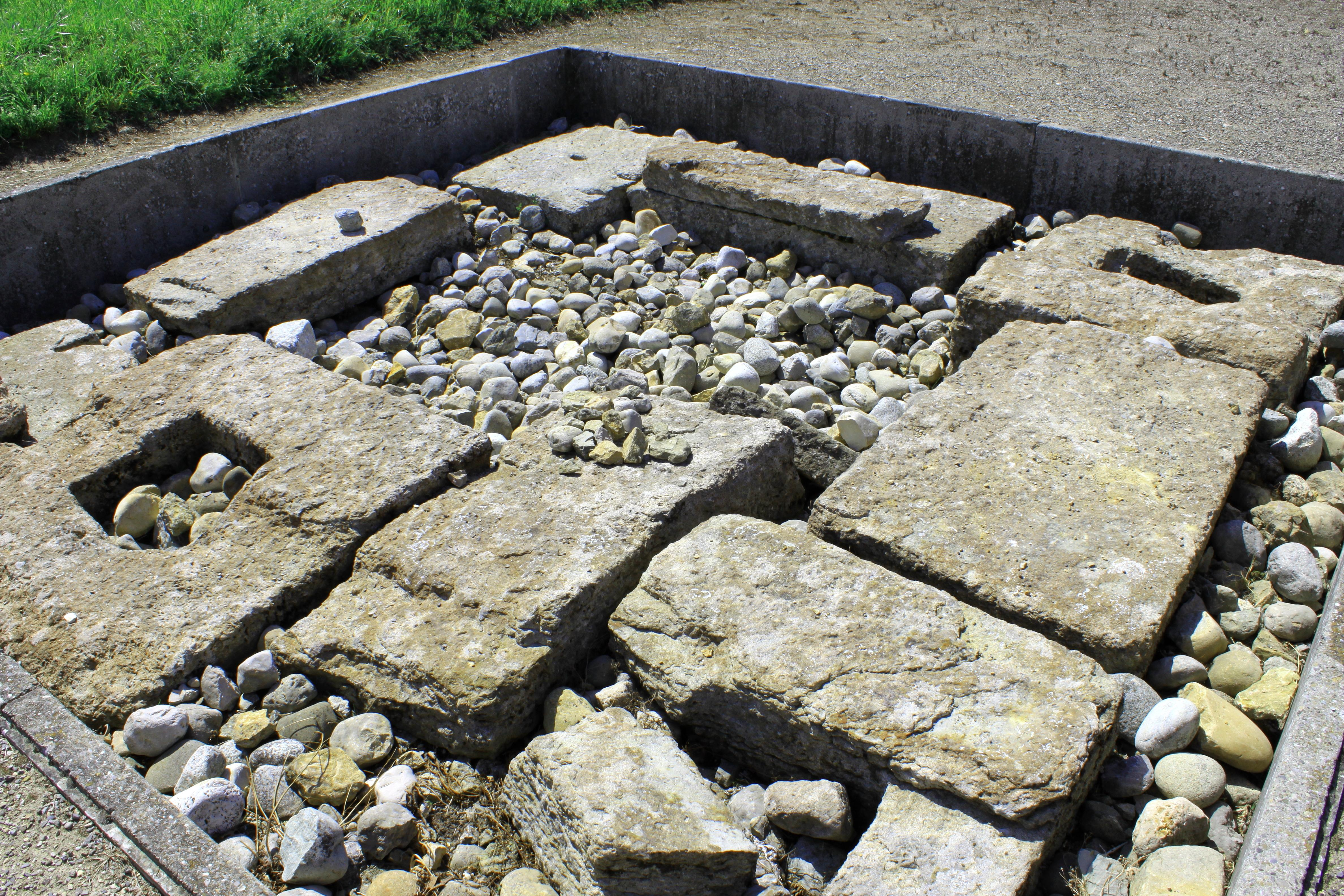
Santuário das Cegonhas
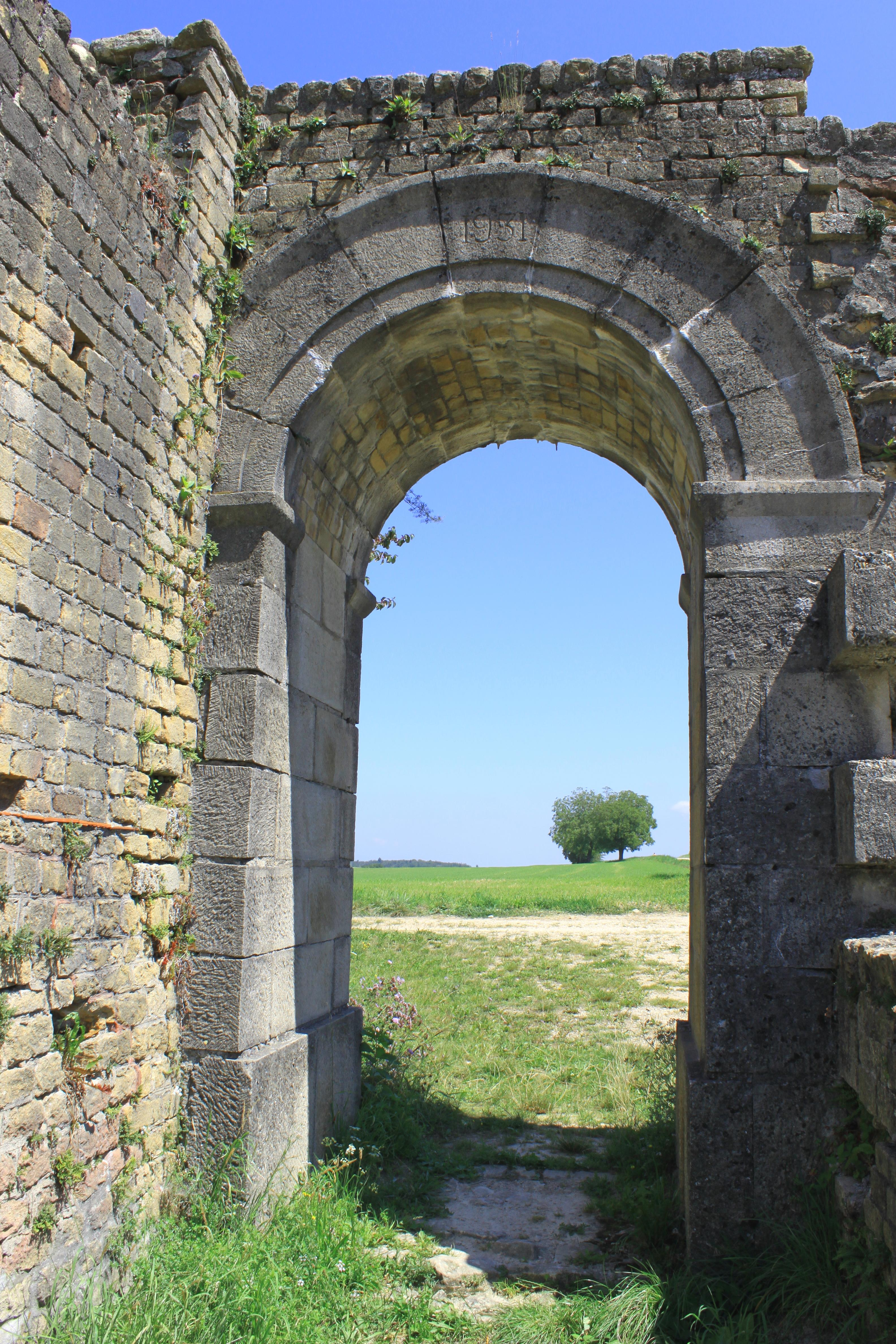
Porta Este

Série de imagens nos Commons relacionadas com Aventicum